# 敏迷龍屬
敏迷龍屬（屬名：Minmi）是種小型甲龍亞目恐龍，生存於早白堊紀，約1億1900萬年前到1億1300萬年前。敏迷龍是第一種發現於南半球的甲龍類恐龍。近年親緣分支分類法分析，提出敏迷龍的最原始的甲龍科恐龍。
敏迷龍是在1980年由拉弗·莫納兒（Ralph Molnar）命名。屬名是以澳洲Minmi渡口為名，該地也是敏迷龍的發現處。敏迷龍曾擁有恐龍中最短的屬名，之後由2004年發現於中國的肉食性恐龍寐龍（Mei）、以及在2009年發現於蒙古國的足龍（Kol）、2015年發表的奇翼龍(Yi)。敏迷龍目前已發現兩個完整骨骸，以及其他化石。

## 發現與種

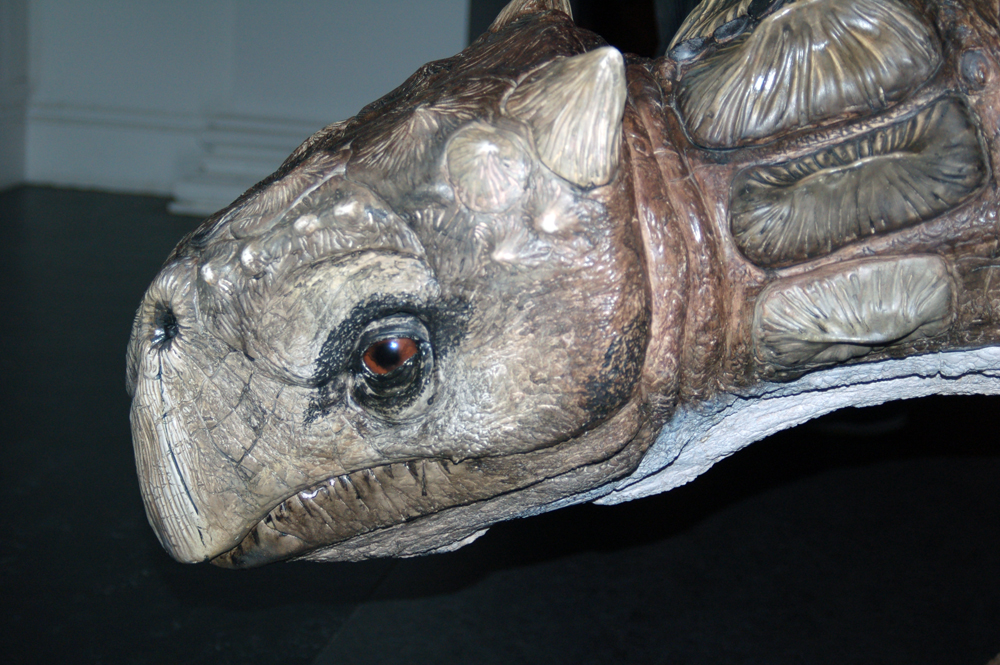
敏迷龍的模型 - 雪梨澳洲博物館

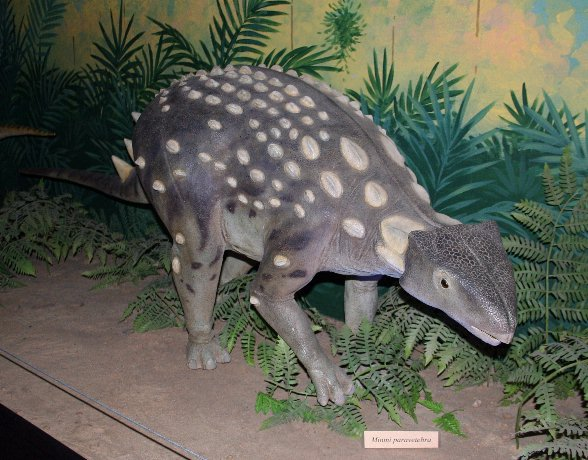
敏迷龍 - 堪培拉國立恐龍博物館

敏迷龍的化石發現於澳洲昆士蘭州羅馬鎮附近的邦吉爾組，接近Minmi渡口。敏迷龍是由拉弗·莫納兒（Ralph Molnar）在1980年首次敘述、命名。敏迷龍屬目前僅有一個種，椎旁敏迷龍（M. paravertebra）。

## 敘述
敏迷龍擁有長四肢、後肢長於前肢、寬頭顱、短頸部、以及非常小的腦部。牠們身長約2公尺，肩膀高度約1公尺。敏迷龍可能以四肢緩慢行動，這是科學家測量足跡化石與腿部長度後的計算結果。

## 古生物學
敏迷龍是種小型裝甲恐龍，屬於甲龍亞目，牠們因過於原始而不能歸類於結節龍科或甲龍科。牠們是四足恐龍，且具有長尾巴。如同其他甲龍類，牠們是草食性動物。曾在敏米龍標本的左恥骨前方，發現生前食物的完整化石，提供敏迷龍的進食內容完整證據。這個食物化石包含：維管組織或纖維的碎片、子實體、球狀種子、囊泡（可能來自於蕨類的孢子囊）。最主要的內容物是維管組織或纖維的碎片，大小多介於0.6到2.7公厘，末端有清楚的段面，與纖維主幹呈直角。由於這些纖維很小，科學家認為敏迷龍將食物從植物咬下，在嘴巴中仔細地咀嚼。這些纖維可能來自樹枝或莖的維管束。清楚的段面與缺乏胃石，顯示敏迷龍主要依靠嘴部的咀嚼來磨碎食物，而非藉由胃石。種子的直徑約0.3公厘，子實體的直徑約4.5公厘。與草食性的蜥蜴、火雞、鵝相比，敏迷龍的進食過程較複雜。
敏迷龍有骨質突出物，覆蓋者頭部、背部、腹部、腿部、以及尾巴，臀部與尾巴有較大型鱗甲。一個被標名為Minmi sp.的標本，已發現數種型態的骨甲，包含：小型小骨、中間有稜脊的身體鱗甲、無稜脊的口鼻部鱗甲、覆蓋頸部與肩膀的有稜脊麟甲、臀部的長刺、覆蓋尾巴的三角形有稜脊鱗甲。頸部的鱗甲環繞者頸部。尾巴的鱗甲排列方式未明，兩側可能是三角形鱗甲，上側則是長形的鱗甲。然而，不像其他甲龍類恐龍，敏迷龍有垂直的骨板，沿者脊椎骨兩側分佈。

## 外部連結
- 敏迷龍 - The Dinosaur Enyclopaedia網站 （页面存档备份，存于） at Dino Russ's Lair.